# Paul van Tongeren (filosoof)
Paulus Johannes Maria (Paul) van Tongeren (Deventer, 26 augustus 1950) is een Nederlands filosoof en theoloog, gespecialiseerd in ethiek. In 2013 won hij met Leven is een kunst de Socratesbeker voor het 'meest prikkelende en oorspronkelijke Nederlandstalige filosofieboek'. In 2021 werd hij Denker des Vaderlands voor een periode van 2 jaar.

## Biografie
Van Tongeren studeerde aan de Katholieke Theologische Universiteit Utrecht en filosofie aan de Katholieke Universiteit Leuven. Aldaar promoveerde hij in 1984 tot doctor in de wijsbegeerte met een proefschrift over de moraalkritiek van Friedrich Nietzsche. Van 1986 tot 1991 was hij bijzonder hoogleraar aan de Universiteit Leiden, met als leeropdracht wijsbegeerte in relatie tot de katholieke levensbeschouwing. In 1990 aanvaardde hij het ambt van hoogleraar in de wijsgerige ethiek aan de Radboud Universiteit in Nijmegen. Vanaf 2002 was hij tevens buitengewoon hoogleraar ethiek aan de KU Leuven en als geassocieerd onderzoeker verbonden aan de Universiteit van Pretoria. Op 11 december 2015 hield hij in de Stevenskerk zijn afscheidsrede.

## Werk
Paul van Tongeren is katholiek en laat dat in zijn filosofie doorklinken. Filosofie begint voor hem met verwondering, niet meteen door vragen stellen, op zoek gaan naar antwoorden en theorievorming. Na argumentatie over allerlei stellingen is de verwondering waarschijnlijk verdwenen en dan is er 'geen begeerte meer in de wijsbegeerte'.
Hij laat zich graag inspireren door andere denkers om te kijken achter dat wat vanzelfsprekend lijkt, maar het niet is. Gezien de grote kloof tussen academische filosofie en publieksfilosofie heeft Van Tongeren sinds 2000 stad en land afgereisd om lezingen te houden, zoals bij kleine clubjes op de Veluwe of op congressen over de zorg. 
 Zo constateerde hij dat er veel behoefte is aan filosofie en publiceerde daarom filosofische boeken voor een breed publiek.

### De kunst van het leven
Eén van de belangrijkste vragen die de filosofie stelt is: Hoe te leven? Dit onderdeel van de filosofie, de zogeheten deugdethiek, zegt niet wat wel of niet mag, maar laat zien wat het leven echt de moeite waard maakt. Het boek De kunst van het leven stelt dat het een illusie is te denken dat het lot in eigen hand ligt. Het allerbelangrijkste zal zich vanzelf aandienen. In die zin geeft filosofie geen eenduidige richting, want het leven laat zich niet dwingen. Van Tongeren ziet een parallel met het werk van een kunstenaar. Hij kan nog zo bekwaam zijn in de techniek, maar het resultaat van het creatieve proces is pas zichtbaar, wanneer het kunstwerk klaar is.
Van Tongeren pleit voor ontvankelijkheid en passiviteit. De zorg voor lichamelijk en geestelijk welzijn vereisen voortdurende aandacht. Voor het overige is het beter om het wachten te oefenen en open te staan voor betekenissen die zich aandienen, bewust zijn van de afhankelijkheid van en verbondenheid met anderen. In de 19e Van Oosbreelezing verklaart hij dat de moderne mens te veel een autonoom individu wil zijn, dat alles zelf beslist. Liever zou hij zien dat we erkennen dat we – zoals we gedragen werden voordat we geboren waren, en door anderen gedragen zullen worden nadat we gestorven zijn – ook tussen geboorte en dood niet zonder anderen kunnen.

### Hoop en verwondering
Van Tongeren ziet hoop als wat je hebt in een situatie die eigenlijk uitzichtloos is, maar waardoor je desondanks een uitzicht bewaart. Het doel valt niet te bereiken via de eigen inzet. Ook hier geldt geduld oefenen en onthouding van actie. Iets wordt eerder 'gegeven dan gemaakt' en dat vereist een 'vorm van naïviteit', geen onnozelheid, maar eerlijk toegeven dat je het even niet weet. Of het dan zin heeft om een beroep te doen op God wil hij niet zeggen: "Ik weet niet, wat dat betekent: God" Iemand die God niet kent of voor wie het symbool geen betekenis heeft, kan ook hoop koesteren.
Het verwondert hem welke woorden gegeven worden aan eenvoudige ervaringen, zoals de beschrijving van bijvoorbeeld het weer: van 'mooi weer' tot 'rotweer' en alles wat daar tussen zit. Wat één persoon als 'muziek' in de oren kan klinken, ervaart de ander als 'lawaai'. De rol van de zintuigen, zoals zien, horen, proeven en ruiken, fascineert hem. Hij concludeert dat iedere ervaring subjectief is en niet objectief. Ook al voelt het als een vaststaand gegeven, als een feitelijkheid. Hij ziet het als zijn taak de persoonlijke betekenis te redden, om recht te doen aan het mens-zijn en het onderling begrip. Mensen vormen gemeenschappen, waarin het nodig is, dat zij elkaars betekenis proberen te doorgronden. Dat de mens uitsluitend genetisch bepaald is, zoals hersenwetenschapper Dick Swaab schrijft in zijn boek Wij zijn ons brein, bestrijdt hij. Van Tongeren voelt zich bezield door bezorgdheid, verdriet, trots en liefde.
In plaats van overal een pasklare mening over te debiteren, neemt hij liever de tijd om na te denken en te verhelderen wat andere filosofen over levensvragen geschreven hebben. Kenmerkend voor de samenleving anno 2021 noemt hij onder meer het heersende ongeduld. Zoals de coronamaatregelen van de overheid onmiddellijk verzet oproepen, omdat de pandemie te lang zou duren.

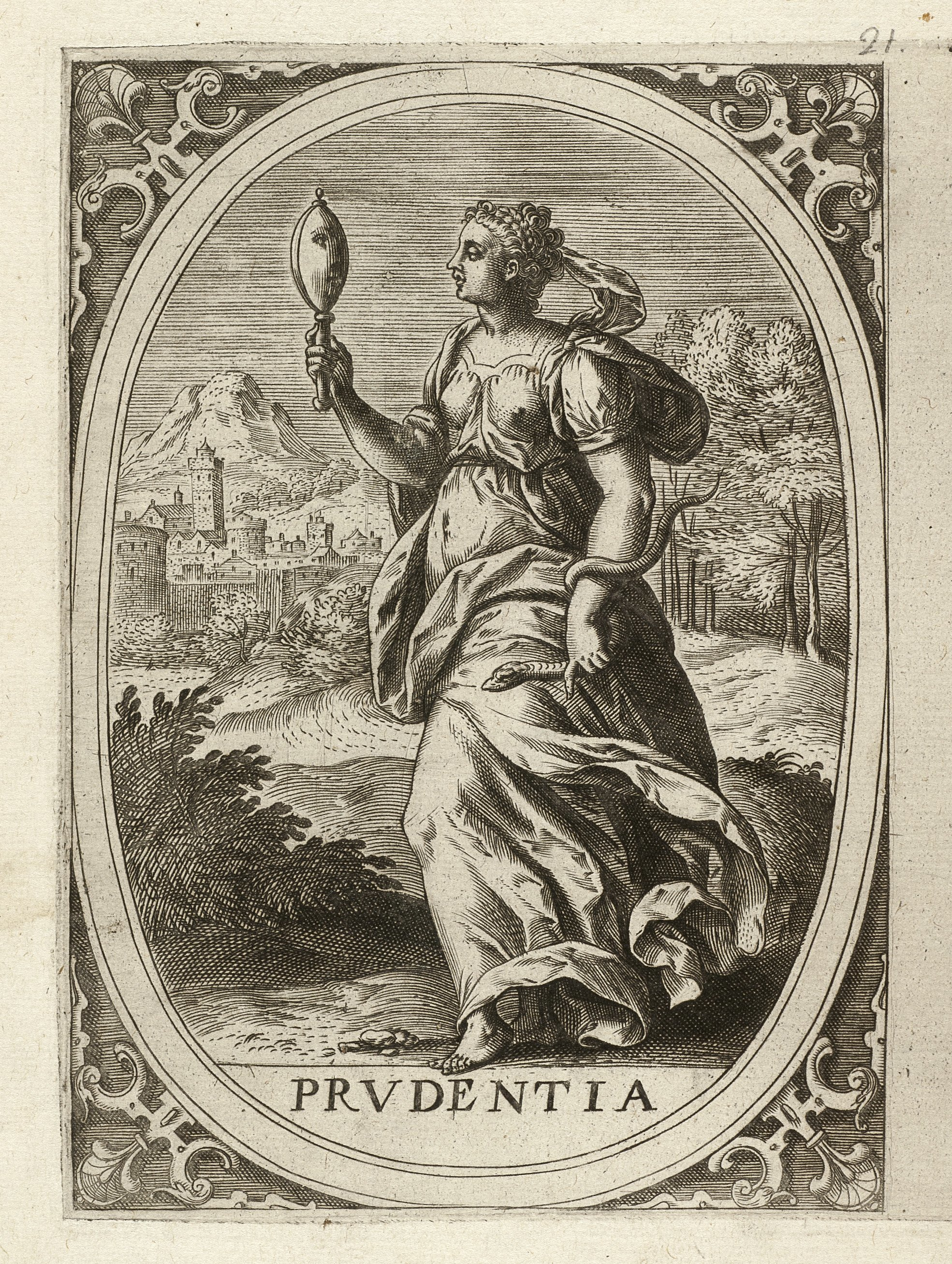
Prudentia

Hij vraagt zich af, waarop dit ongeduld gebaseerd is en wat een 'deugdzame' manier van wachten is. Mensen zouden zich moeten realiseren, dat ze niet gelukkiger worden met hun gehaastheid. Van Tongeren constateert dat een grote groep steeds excuses zoekt om niet aan de morele verplichtingen te voldoen.
In een verzorgingsstaat geven velen de problemen liever uit handen aan de overheid. Als waren zij consumenten, die kunnen gaan winkelen bij de overheid. Hij doet een beroep op verantwoord burgerschap.
Deze filosoof houdt de samenleving graag een spiegel voor en wijst erop dat je bij 'Vrouwe Prudentia', het symbool van zelfkennis en wijsheid, in een bolle spiegel kijkt. Deze verkleint het beeld, maar vergroot het zichtveld.